# L'inizio è in autunno
L'inizio è in autunno è un romanzo della scrittrice italiana Francesca Sanvitale.

## Storia editoriale
Il libro è vincitore nel 2008 del Premio Viareggio-Répaci nella sezione di narrativa.

## Trama
Michele, di professione psichiatra, trascorre tre mesi lontano dal lavoro attivo per scrivere un libro. Irrequieto, una sera al crepuscolo, scopre un piccolo ristorante che gli sembra l'ideale per cenare. È divorziato, non ha figli e vive con la sorella minore che però è fidanzata e passa a casa poco tempo. Al ristorante arriva anche un altro avventore di aspetto asiatico. I due uomini mangiano per alcune sere gli stessi cibi consigliati dal cameriere, poi l'uomo si fa avanti con una bottiglia di armagnac e si presenta: è un restauratore, ha partecipato al restauro della Cappella Sistina e si chiama Hiroshi.
Questo, assieme a una stranezza compiuta dalla sorella, rende Michele sempre più inquieto; gli sembra che i casi da lui esposti nel libro siano molto discutibili e non provino che la sua scienza sia intervenuta a guarirli. Colto da una vera crisi di autostima, una sera arriva a prendere con sé un cane sconosciuto e a pensare che lo terrà per sempre. Invece l'animale scappa alla prima occasione e il dottore si chiede se l'episodio sia avvenuto davvero oppure sia un sogno. Quando Hiroshi lo invita a casa sua per fargli conoscere la famiglia, egli accetta di buon grado. Hiroshi vive con la moglie Karen, una danzatrice, e con Miriam, sorella adottiva di Karen, che ha già visto al ristorante una sera. In precedenza Miriam era sposata con Hiroshi, ma il matrimonio si era sciolto dopo il periodo dei restauri romani.
Michele continua a essere deconcentrato nel lavoro e un amico, Guido, cerca di rimetterlo in carreggiata. Ma le emozioni per le nuove conoscenze, unite al fatto che la sorella Beatrice ha rotto con il fidanzato e sta vivendo una storia con un ragazzo albanese molto più giovane di lei, lo mettono in tale crisi che incomincia ad interessarsi all'affresco e vuole ad ogni costo che Hiroshi gli racconti la sua avventura. Questi però gli narra di essere stato allontanato dal servizio dopo che, a causa di un malore, mentre avrebbe dovuto lavorare al volto di Cristo, si era ritrovato il riquadro totalmente cancellato. Non potendo spiegarsi l'accaduto, essendo rimasto svenuto per ore, aveva visto il direttore degli affreschi conferire con il camerlengo ed entrambi erano poi andati dal papa per sapere come regolarsi: l'alternativa poteva portare a un falso artistico (cioè il rifacimento del volto scomparso) oppure a una scomoda, ma onesta verità. Intanto Hiroshi, dopo una settimana aveva saputo che lo liquidavano economicamente e gli avevano trovato altri importanti lavori all'estero.
Michele non si sente troppo preso dalla storia e anzi si chiede se non abbia trovato un altro caso psichiatrico: Hiroshi avrebbe alimentato tutto nella sua mente. Una visita alla Cappella Sistina, preceduta da un'attenta preparazione, aveva agito sullo psichiatra in modo controverso, convincendolo che il volto del Cristo era autentico, oppure falso, a seconda di come egli si sentiva interiormente. Infatti aveva visto più avanti Miriam piangente e questo gli fece pensare che la donna compatisse l'ex marito, impazzito e staccatosi da lei, benché malata di cancro al cervello, destinata a morire entro due anni.
L'incontro con Miriam chiarisce a Michele varie cose, soprattutto che è innamorato di lei. Dato che Hiroshi e Karen stanno per andare a Parigi, Michele vuole portare con sé Miriam per prendersene cura. In proposito interpella la sorella Beatrice e lei si dichiara desiderosa di condividere il tempo con un'amica (il giovanissimo albanese l'ha lasciata per cercare lavoro e lei ne soffre). Comincia dunque per Michele una convivenza molto intensa con la donna che ama, che mai gli si rifiuta, che però deve fare costantemente la chemioterapia. Inoltre Miriam dipinge e in una stanza vuota della casa si possono vedere i suoi lavori: teste insanguinate e bende: chiare allusioni al periodo in cui Hiroshi faceva i restauri. Michele sa che Miriam per certi aspetti sarà sempre la donna di Hiroshi, ma non per questo la ama di meno, anzi si chiede come mai, tanto tempo prima, si era chiuso ai sentimenti e staccato dagli affetti.
Tutto era iniziato nell'autunno del 2000. Nel 2002 Karen e Hiroshi vengono a Roma per una visita; a Parigi Karen è riuscita a realizzarsi come ballerina e i due intendono fermarsi là per il futuro. Ora Hiroshi porta Miriam all'ospedale e Michele si eccita alla vista di Karen, così le dà un appuntamento. I due trascorrono un pomeriggio di grande passione al punto che, in seguito, non si vorranno più congiungere, comprendendo la distruttività insita nel loro rapporto. Inoltre Hiroshi vuole vedere Michele da solo per finire la sua storia sull'affresco. Incontratisi di sera, Hiroshi cambia la narrazione e dichiara che le autorità preposte ai lavori sono andate a cercarlo perché in segreto dipingesse il volto del Cristo. Però Michele gli dice con chiarezza che è stanco delle sue bugie ed è sollevato quando i due ripartono per Parigi.
Miriam si avvicina alla fine. Anche la sua pittura è cambiata: meno ossessiva, più luminosa. Un giorno Beatrice annuncia che ha ripreso a frequentare Renzo, il fidanzato di sempre, e che vorrebbe convivere con lui nella grande casa. Renzo fa l'infermiere ed è un uomo solido; ben presto il suo aiuto per Miriam, all'insegna di un costante buon umore, si riverbera sulla famiglia intera in modo benefico. Ma con il passare del tempo la malattia di Miriam progredisce e un giorno, dopo averle chiuso gli occhi, Michele la ricopre di ramoscelli di glicine, sostituiti poi da tante rose disposte da Beatrice.
Uno stato depressivo colpisce Michele che si accorge di piangere con frequenza e di chiedere aiuto alla madre, scomparsa tanti anni prima. Come un fantasma assiste al matrimonio di Beatrice e Renzo, alla notizia che aspettano un bambino, alla loro decisione di vivere in un altro luogo. Michele sente di essere amato dalla sorella, dal cognato, in seguito dal piccino, che diverrà il suo beniamino. Ma è Guido a curare il male profondo dell'amico: per lunghe sere rimane con lui, gli somministra dei farmaci, lo ascolta, lo porta a casa sua, dall'ospitale moglie Rosanna.
E finalmente una sera Michele si concede una passeggiata nei luoghi ove sono avvenuti i suoi drammi. Non trova più nulla: il ristorante è stato chiuso, la casa di Hiroshi è ora di altre persone. Nessuno sembra sapere cosa ci fosse in passato qui e là. Così, lucidamente, egli vede il traguardo della sua vita e si dice che lo aspetterà con serenità e accettazione.

## Personaggi
- Michele, psichiatra in congedo temporaneo per scrivere un saggio su alcuni casi clinici. Aveva una moglie dalla quale ha divorziato.
- Beatrice, sorella minore di Michele, vive con lui.
- Renzo, possibile fidanzato di Beatrice, ma la coppia è in crisi.
- Guido, amico fraterno di Michele. Sposato con Rosanna, è sempre disponibile ad aiutare o invitare l'amico.
- Hiroshi (nome completo Hiroshi Nakajii), restauratore, ha partecipato al Restauro degli affreschi della Cappella Sistina. In Italia da quando aveva un anno, è nato a Hong Kong.[2]
- Karen, moglie di Hiroshi (nel tempo dello svolgimento del libro).
- Miriam, sorella adottiva di Karen, perché adottata dai genitori di Karen quando era in tenera età. È stata a lungo moglie di Hiroshi.

## Edizioni
- Francesca Sanvitale, L'inizio è in autunno, Torino, Einaudi, collana Supercoralli, 2008.